# Шампиньон калифорнийский
Шампиньо́н калифорни́йский (лат. Agaricus californicus) — гриб из рода Шампиньон (Agaricus) семейства Шампиньоновые (Agaricaceae).

## Описание
- Шляпка сухая, от беловатого или коричневого цвета обычно темнее в центре, часто с металлическим отливом, голая или покрытая чешуйками. В молодом возрасте край шляпки подвёрнут.
- Мякоть на воздухе цвета не меняет или слабо темнеет, со слабым неприятным запахом, напоминающим фенол.
- Гименофор пластинчатый, пластинки до разрыва покрывала белые, затем розовые, при созревании спор шоколадно-коричневые.
- Ножка не покрыта чешуйками, нередко кривая, с кольцом.
- Споровый порошок шоколадно-коричневого цвета.
- Встречается в лесах, садах, на газонах, в Калифорнии.
- Ядовит, вызывает расстройство желудка.

## Сходные виды
- Другие виды рода Шампиньон.